# Systematyka motyli

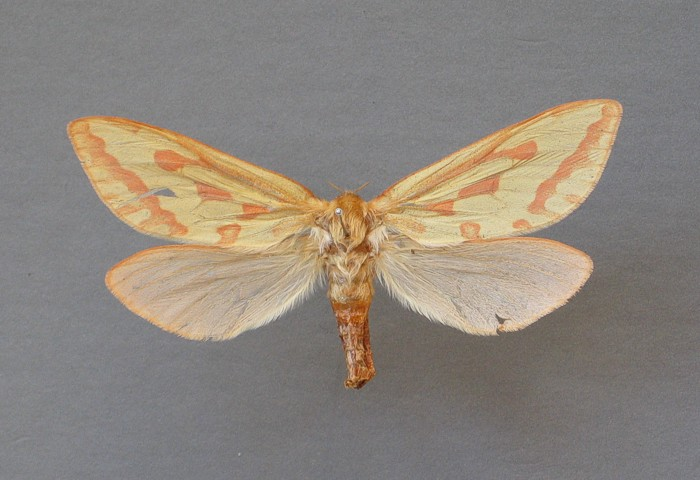
Niesobka chmielanka z niesobkowatych.

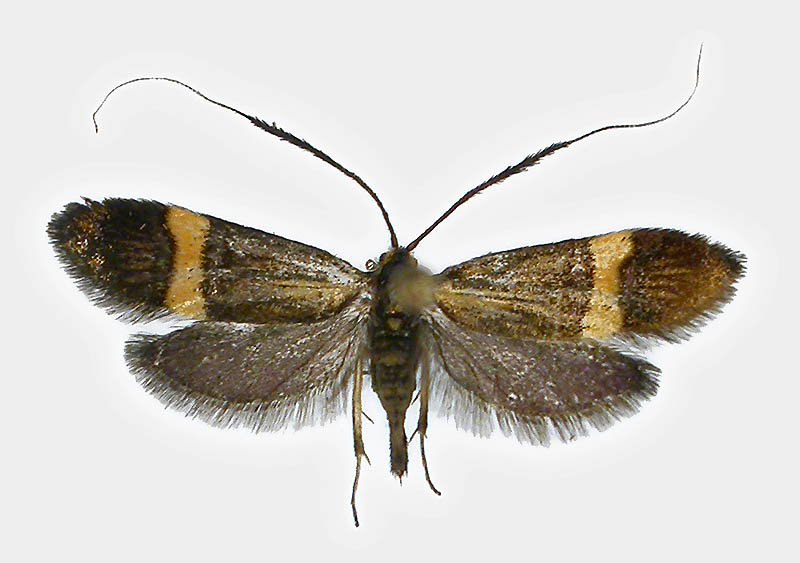
Adela croesella z wąsikowatych.

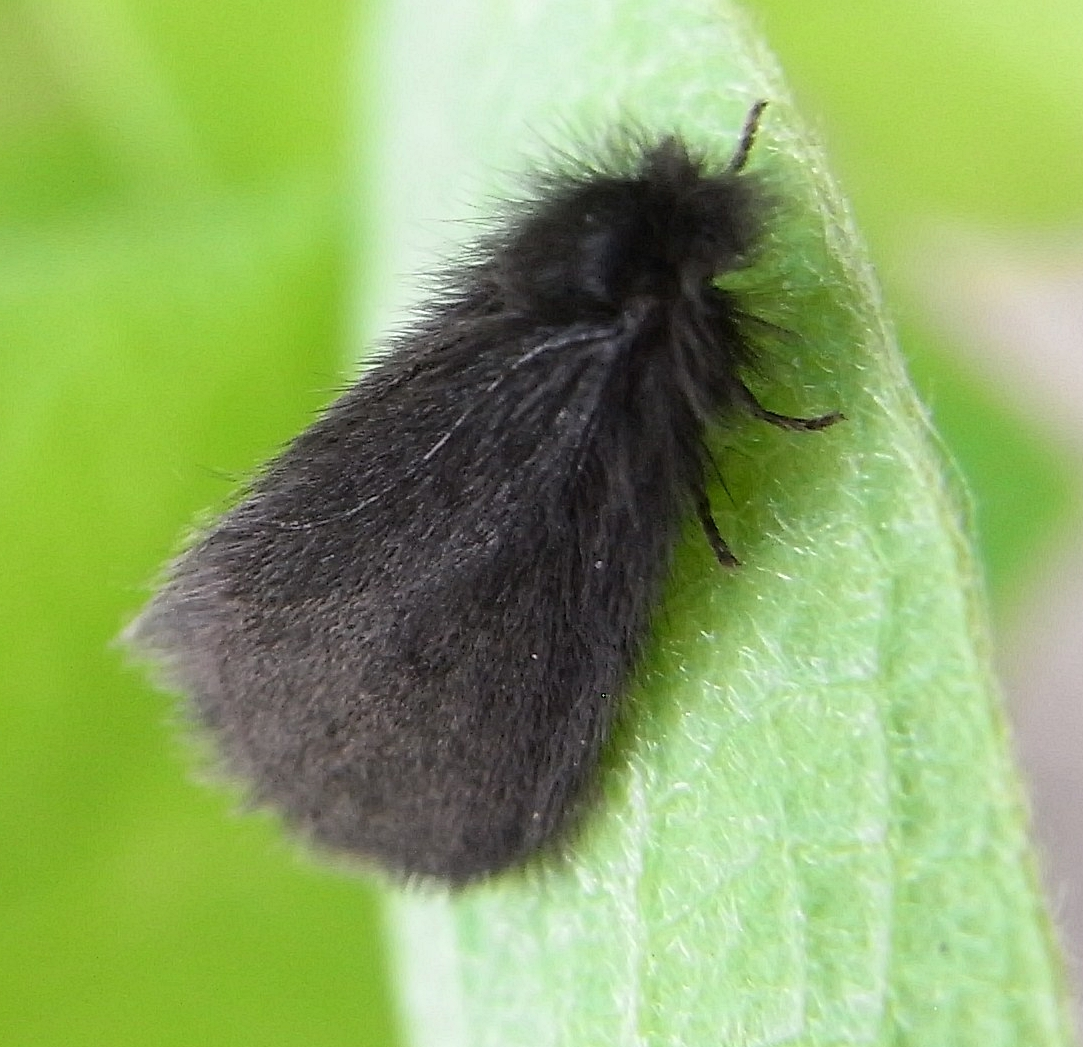
Epichnopterix kovacsi z koszówkowatych.

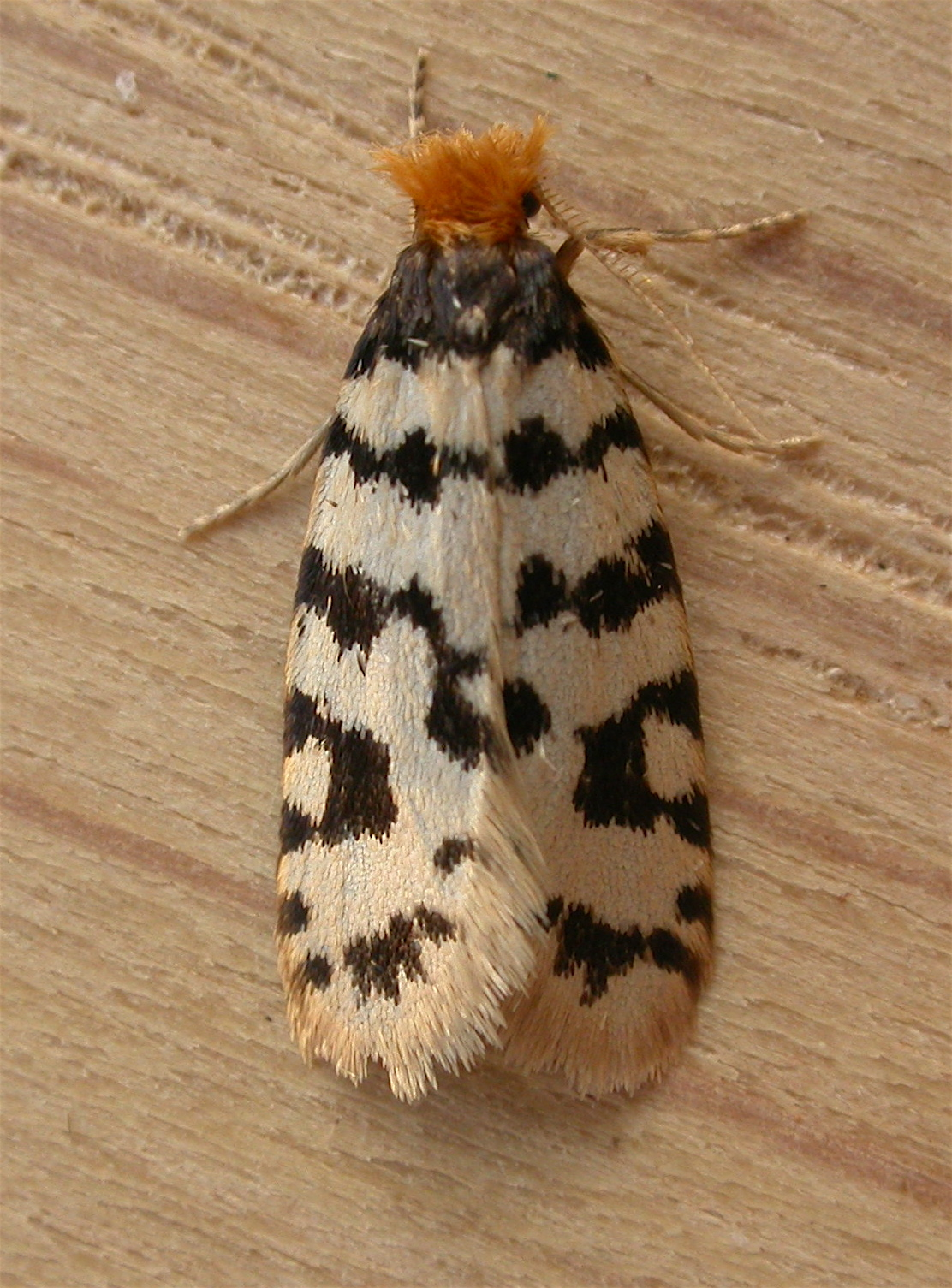
Iphierga sp. z koszówkowatych

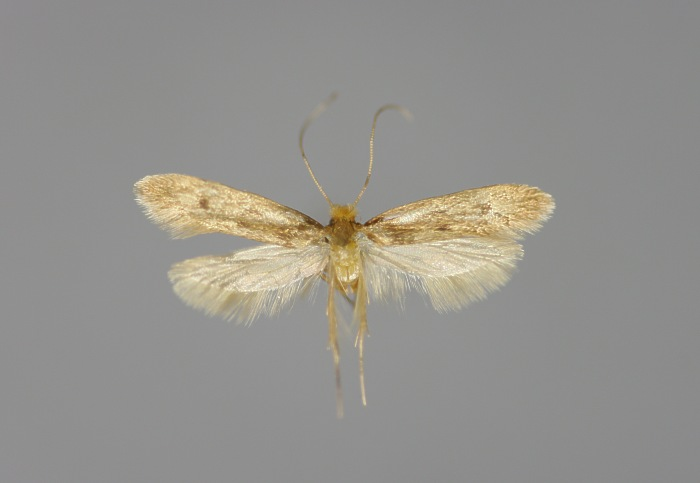
Tinea pellionella z molowatych.

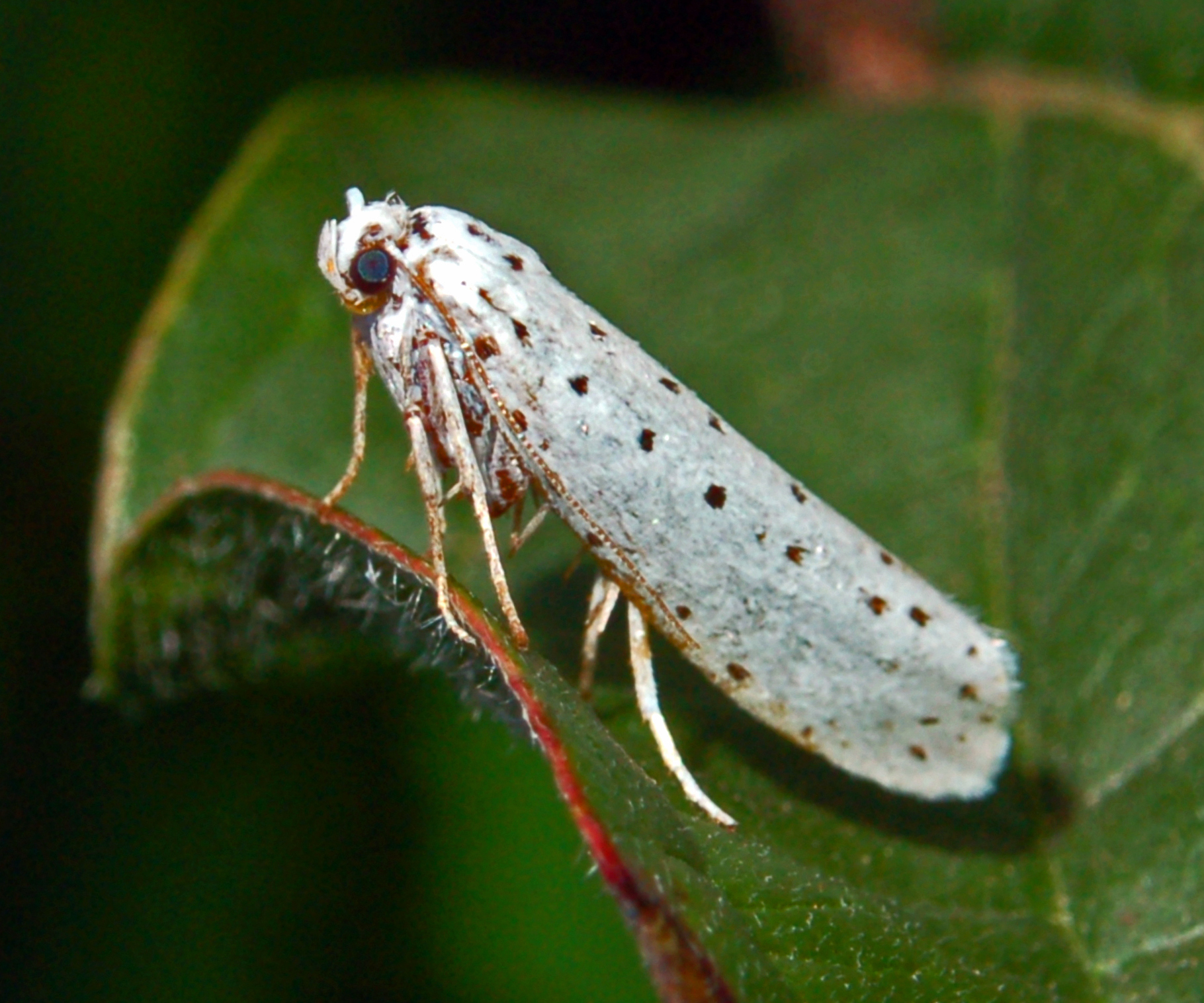
Przedstawiciel namiotnikowatych

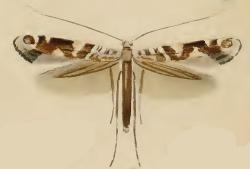
Gracillaria syringella z kibitnikowatych.

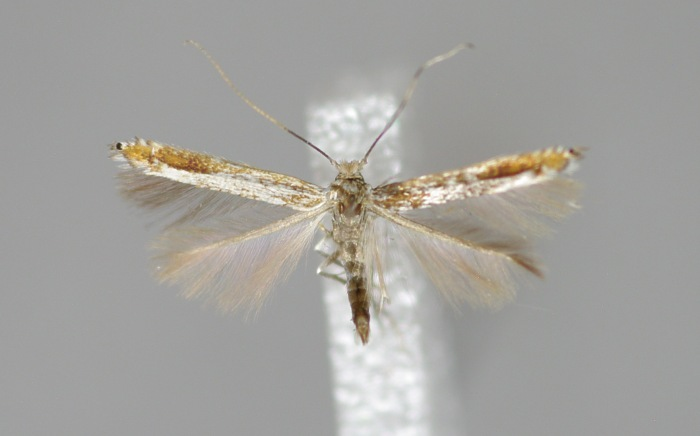
Wystrój wężowiaczek z wystrojowatych.

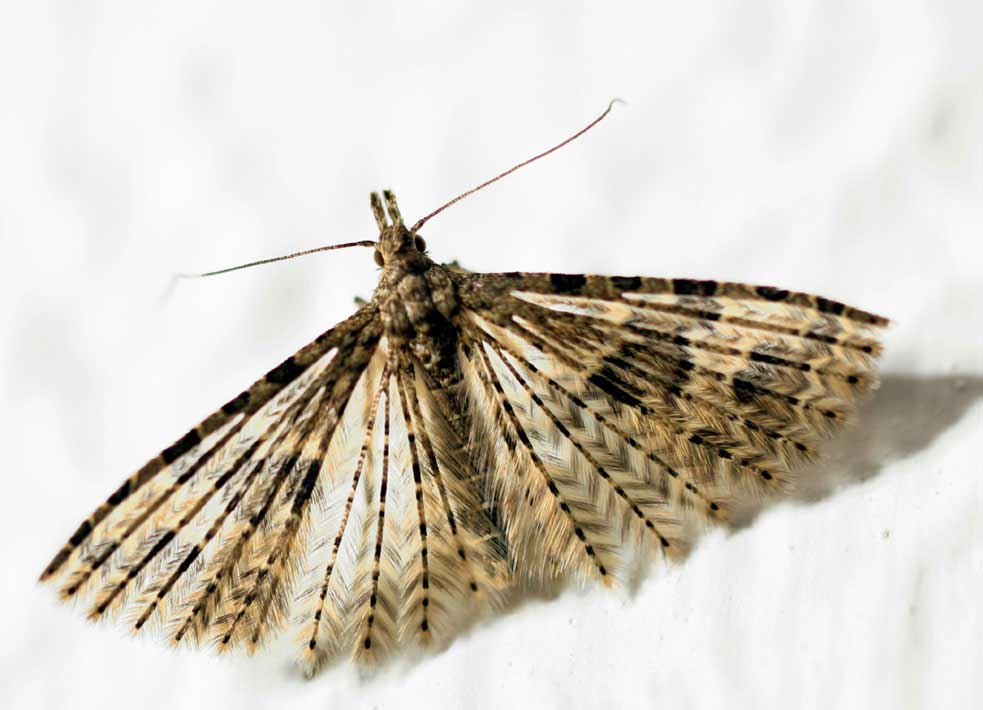
Alucita hexodactyla z rozstrzępiakowatych.

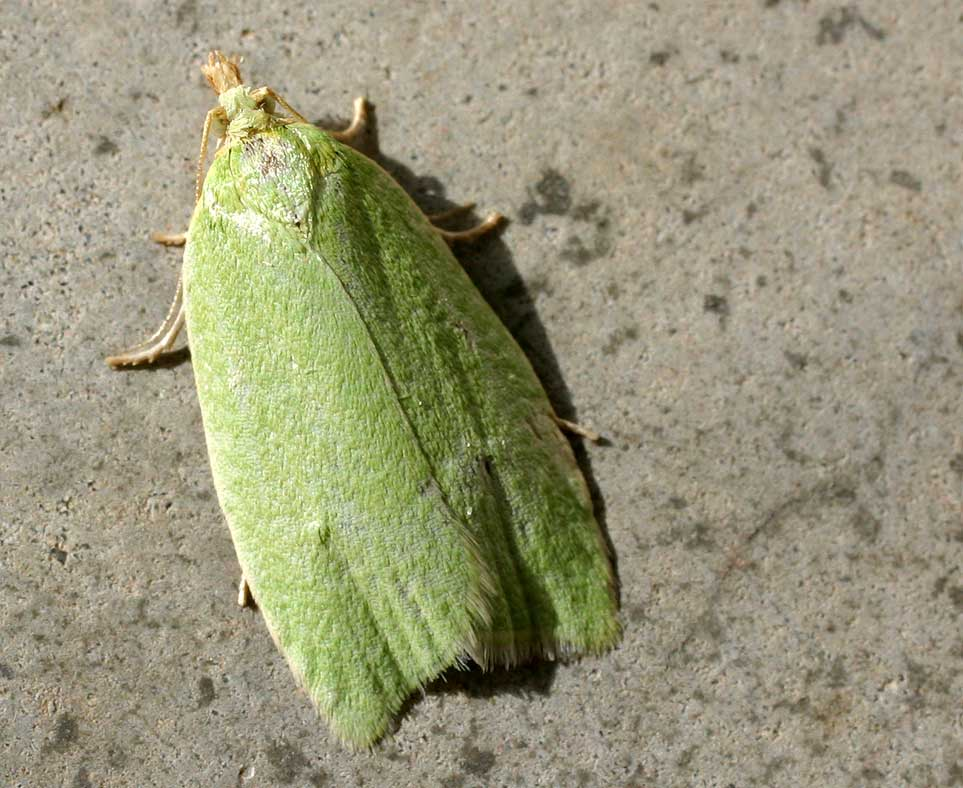
Zwójka zieloneczka z rodziny zwójkowatych.

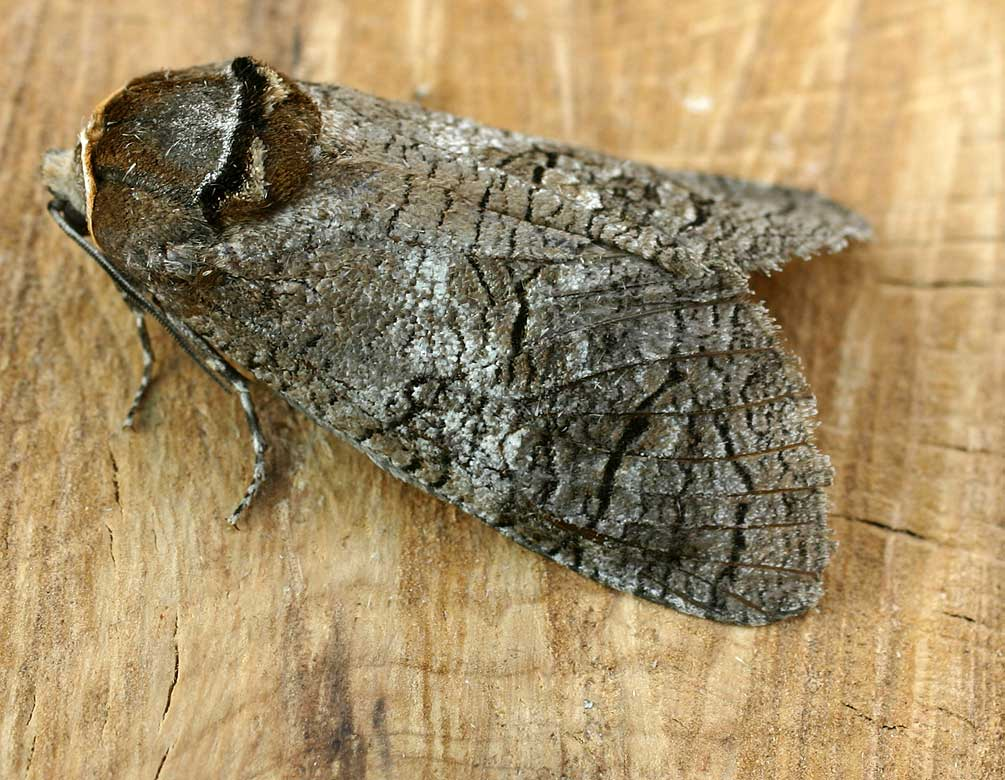
Trociniarka czerwica z trociniarkowatych.

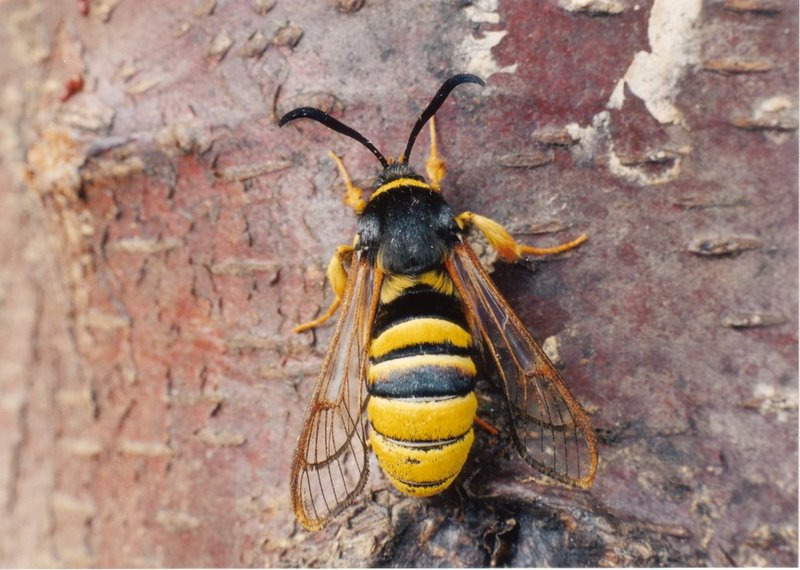
Sesia bebiciformis z przeziernikowatych.

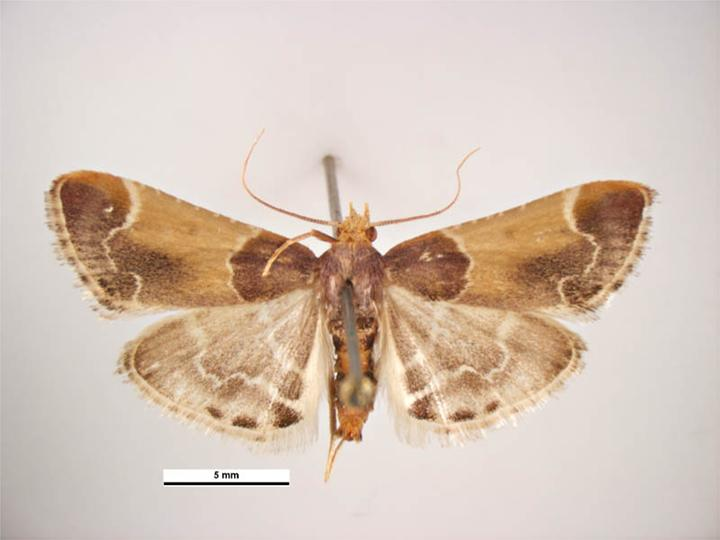
Zadarlica spiżarnianka z omacnicowatych.

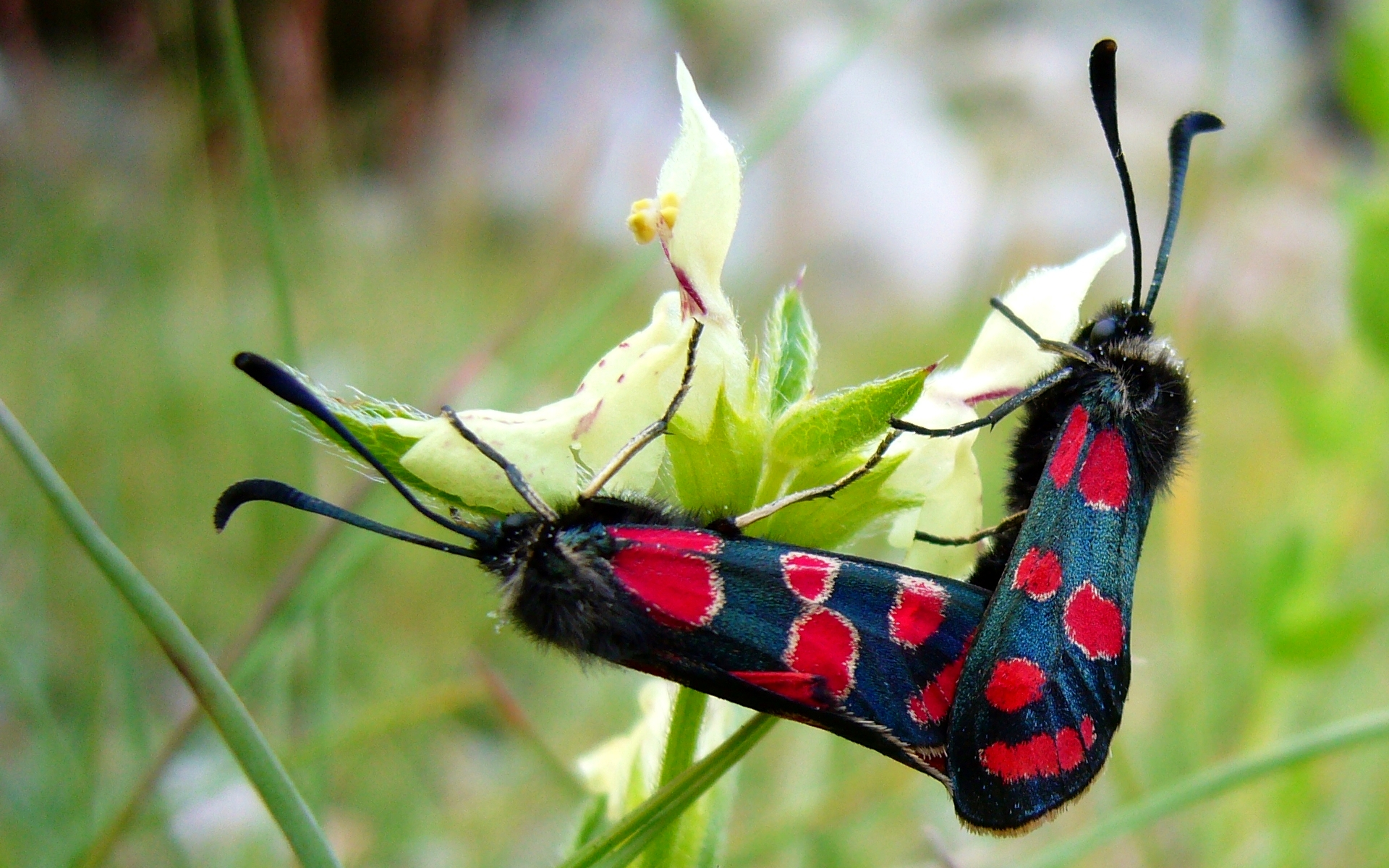
Kopulujące kraśnikowate.

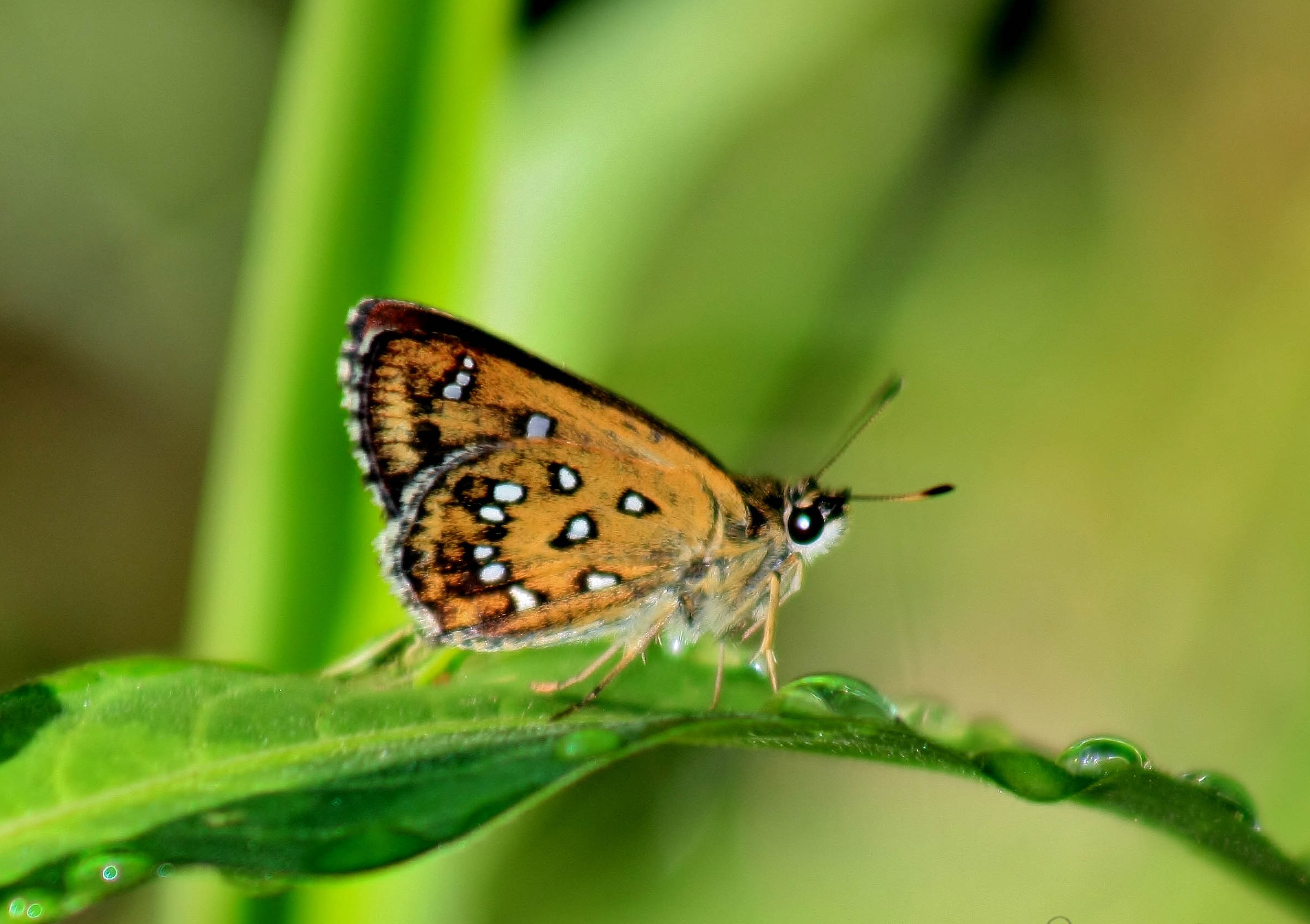
Isoteinon lamprospilus z powszelatkowatych.

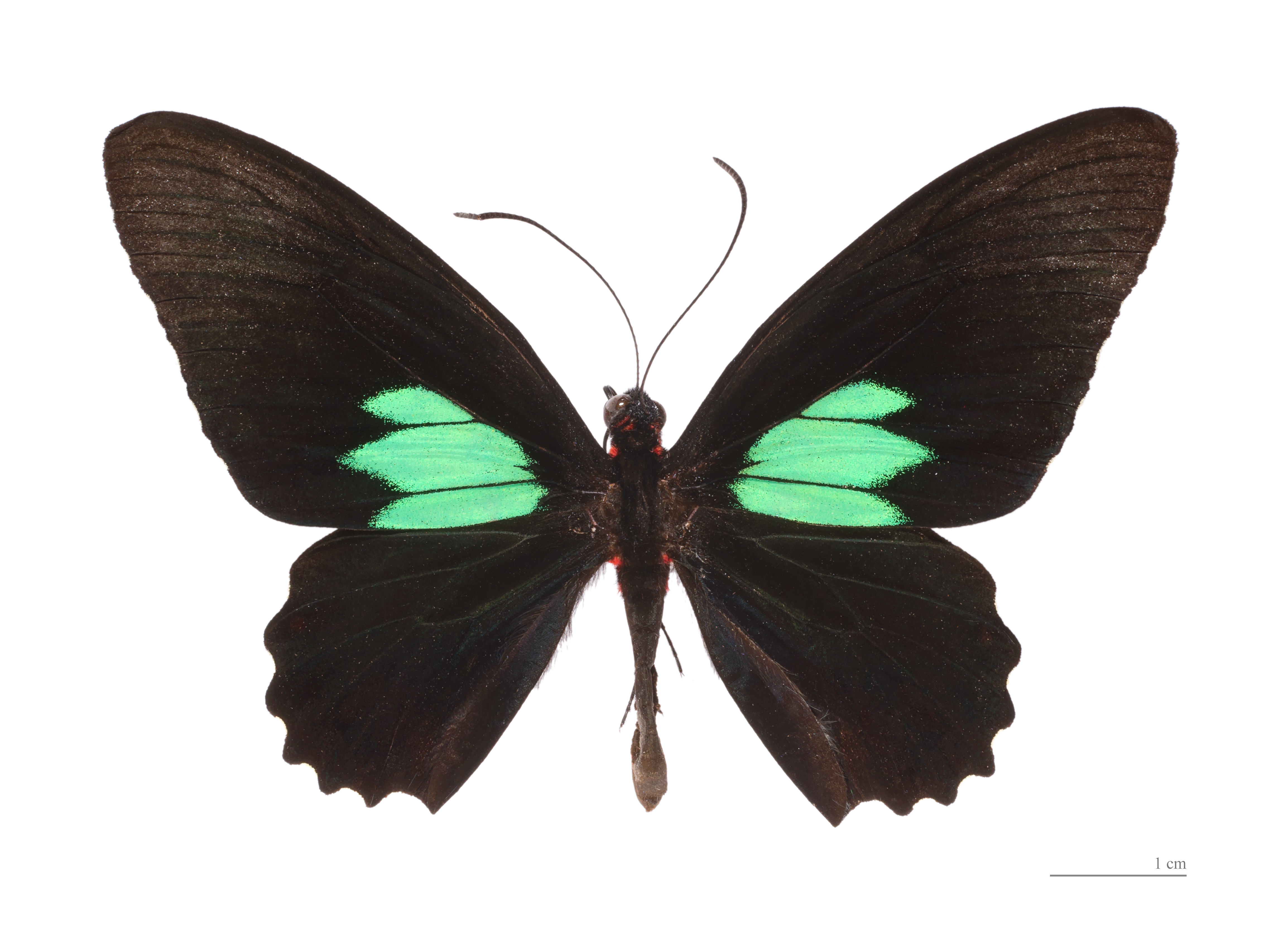
Parides sesostris z paziowatych.

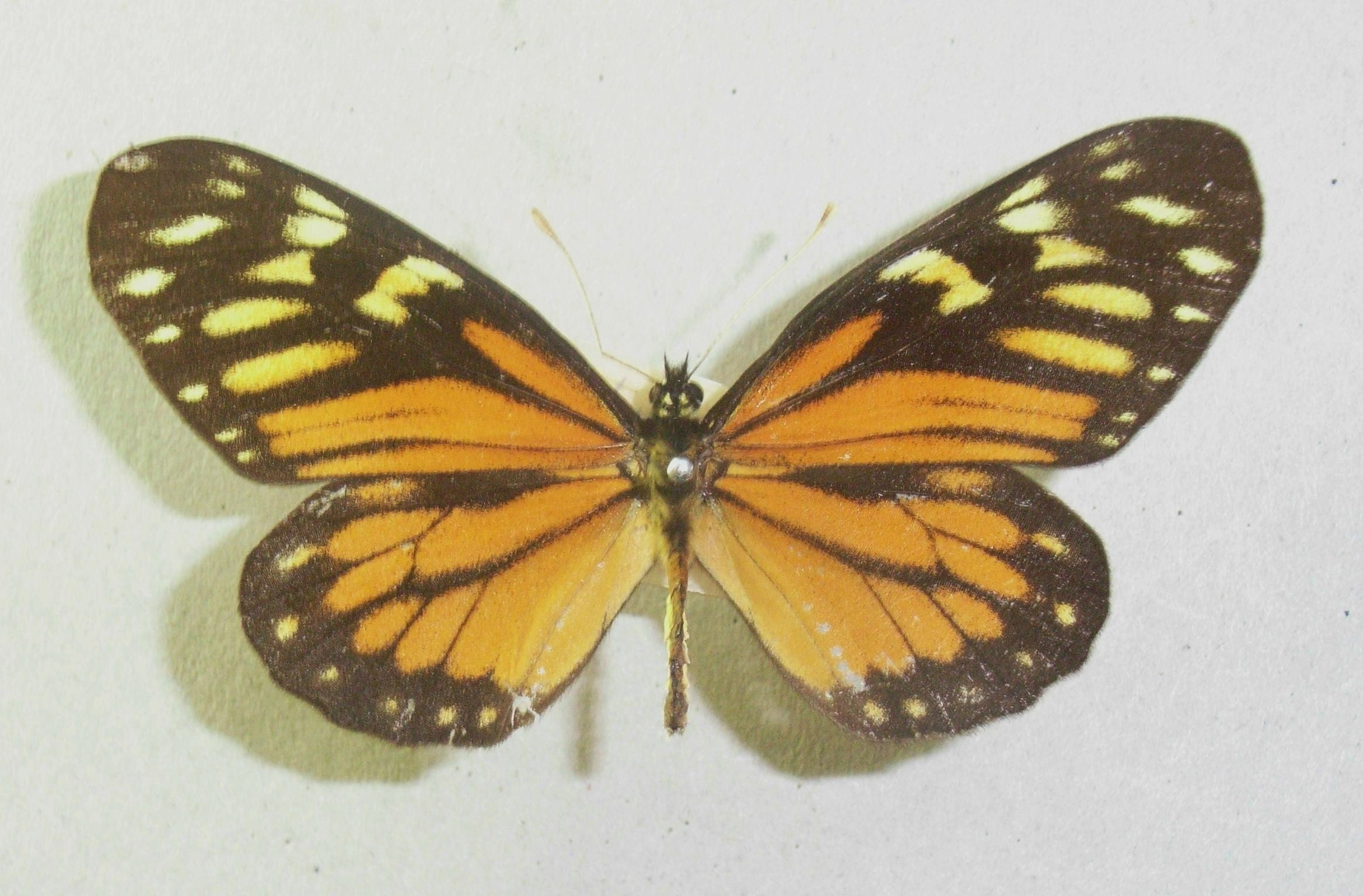
Charonias eurytele z bielinkowatych

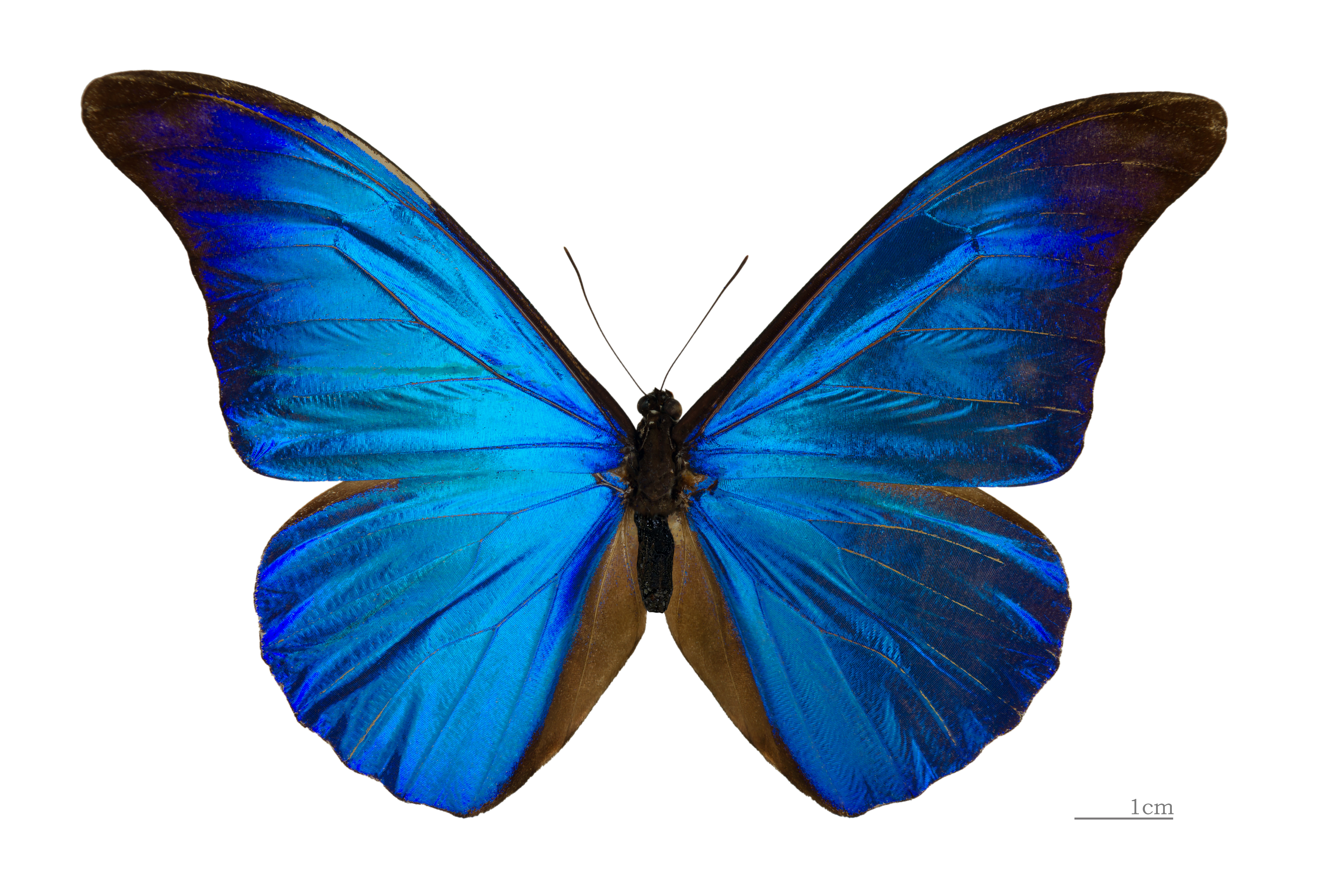
Morpho rhetenor z rusałkowatych.

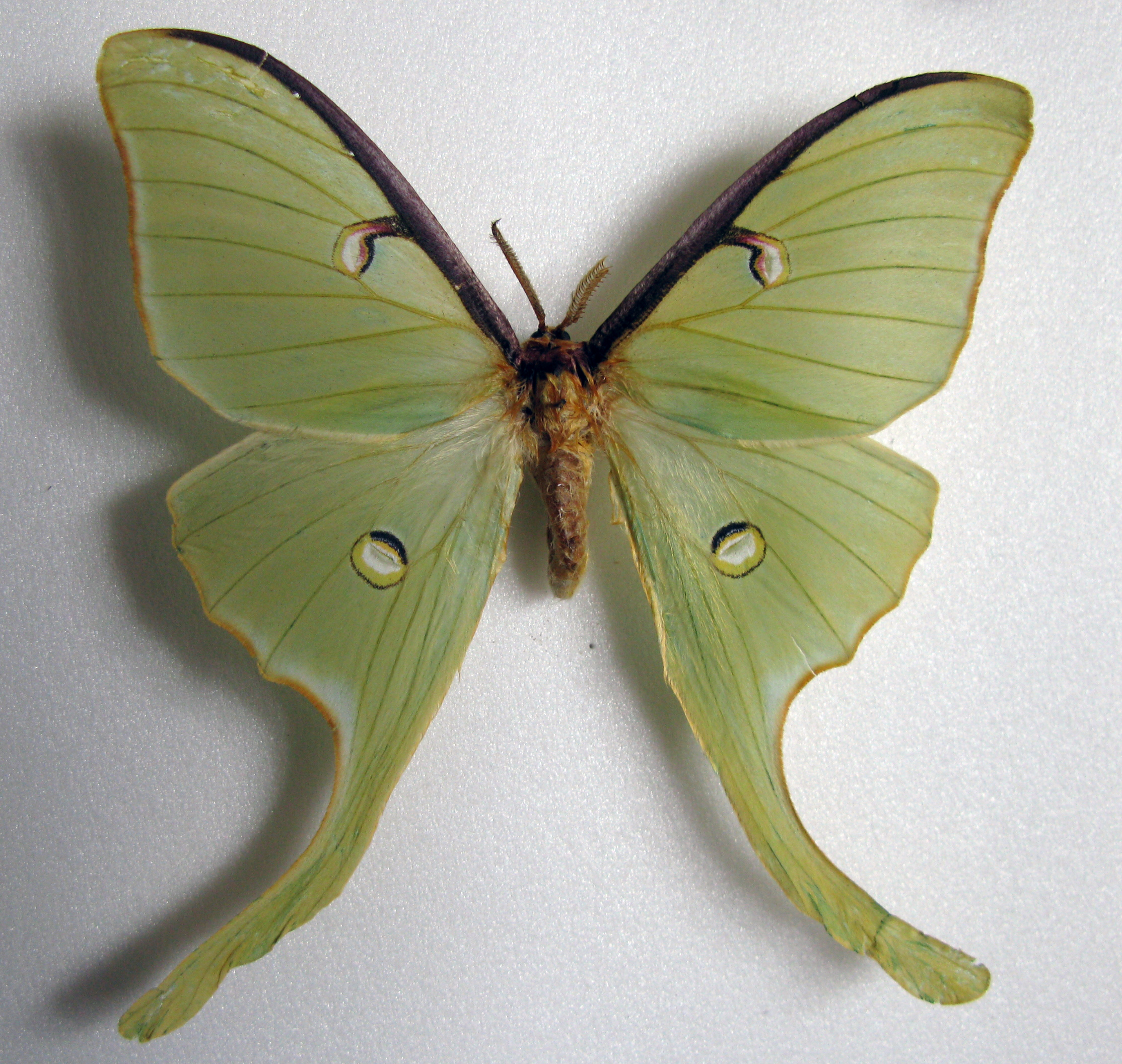
Actias luna z pawicowatych.

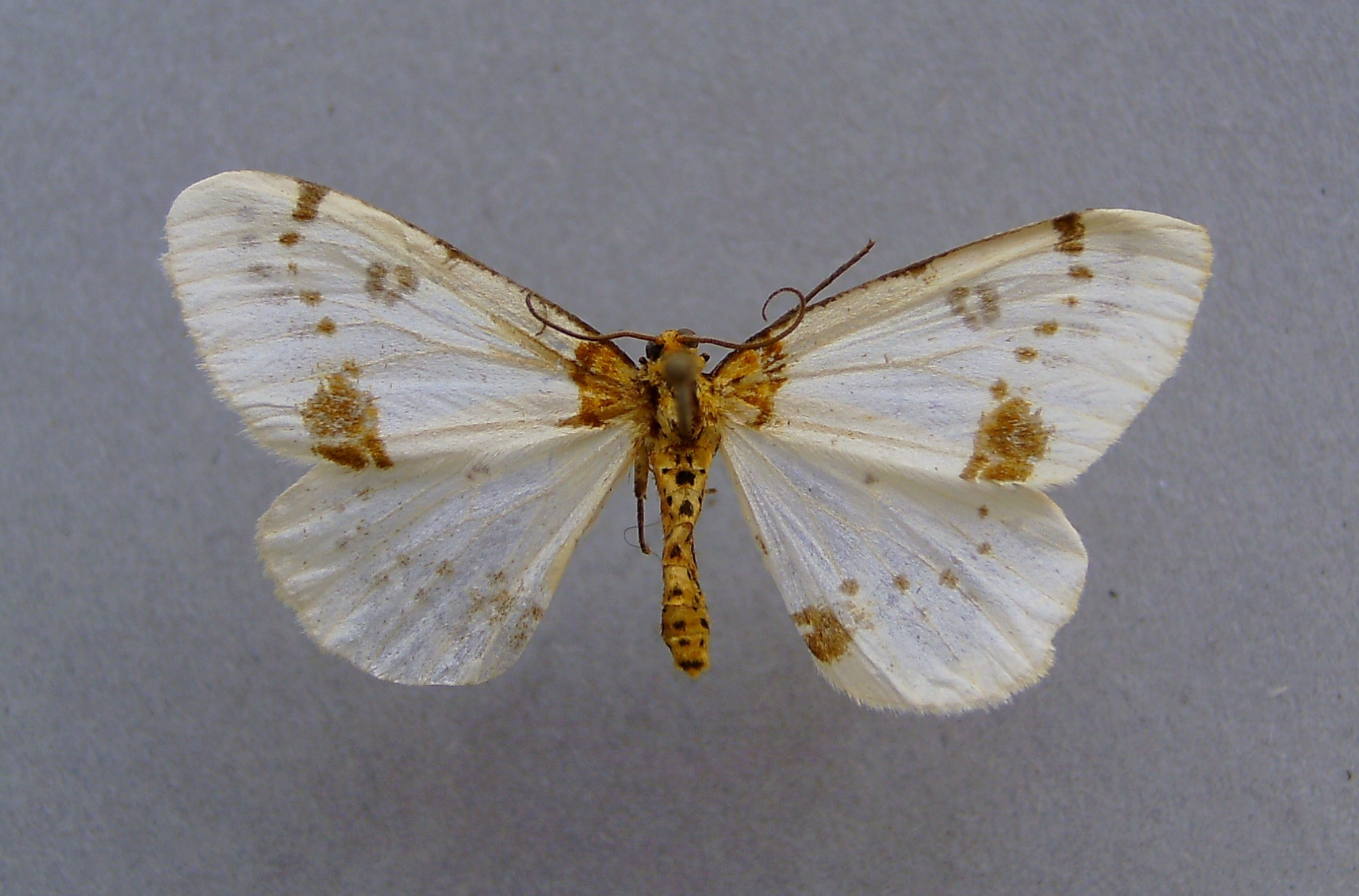
Abraxas pantaria z miernikowcowatych.

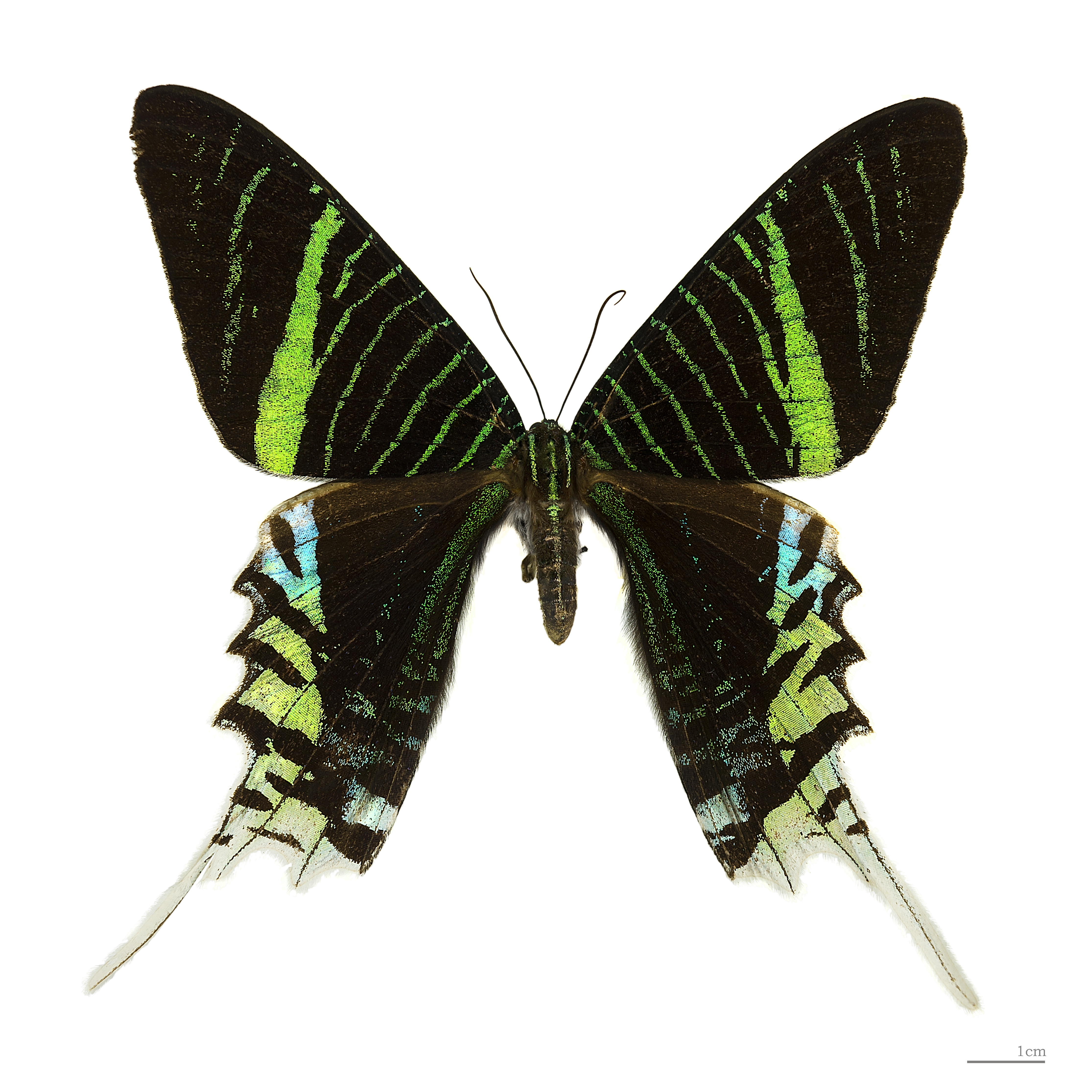
Urania leilus z Uraniidae.

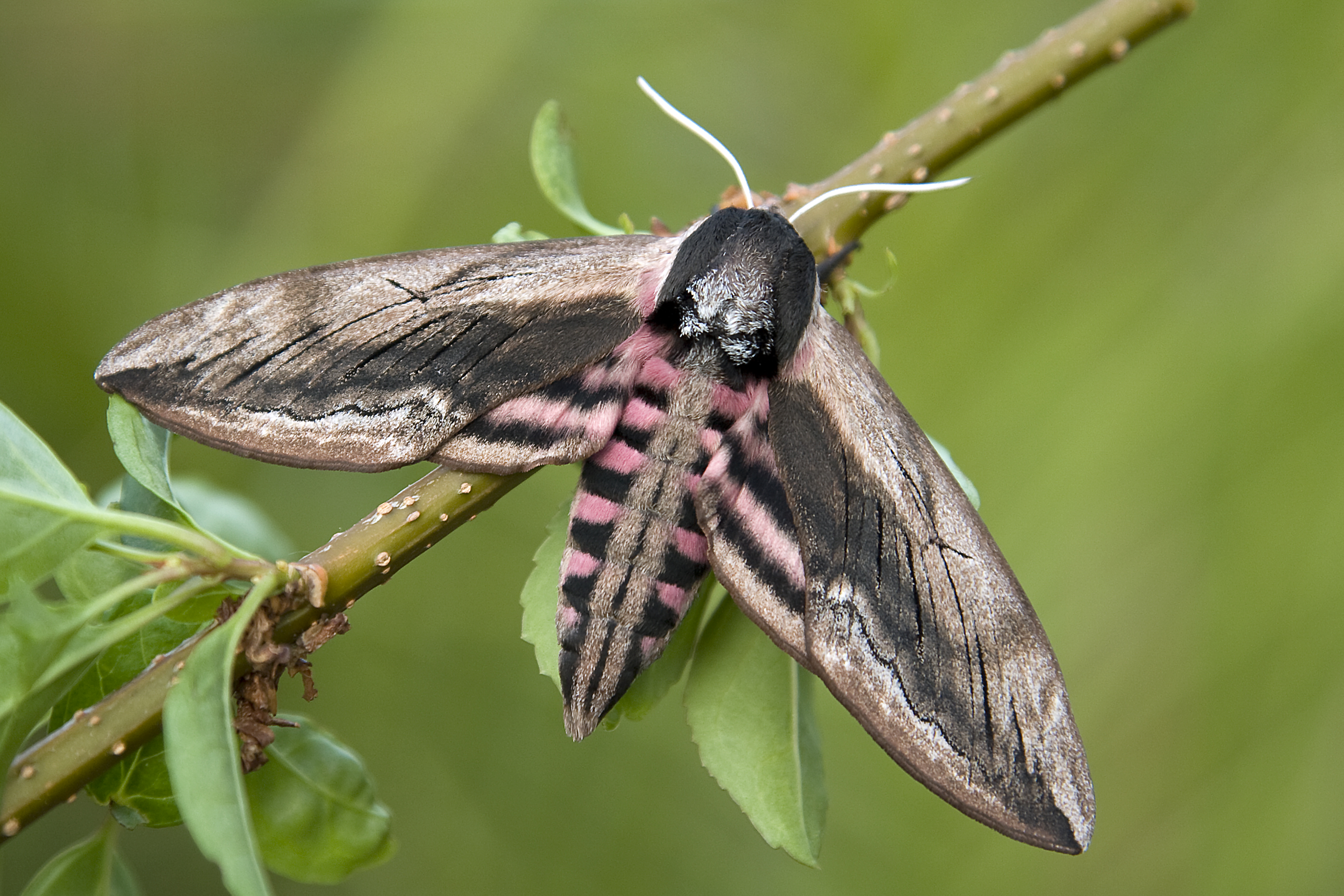
Zawisak tawulec z zawisakowatych.

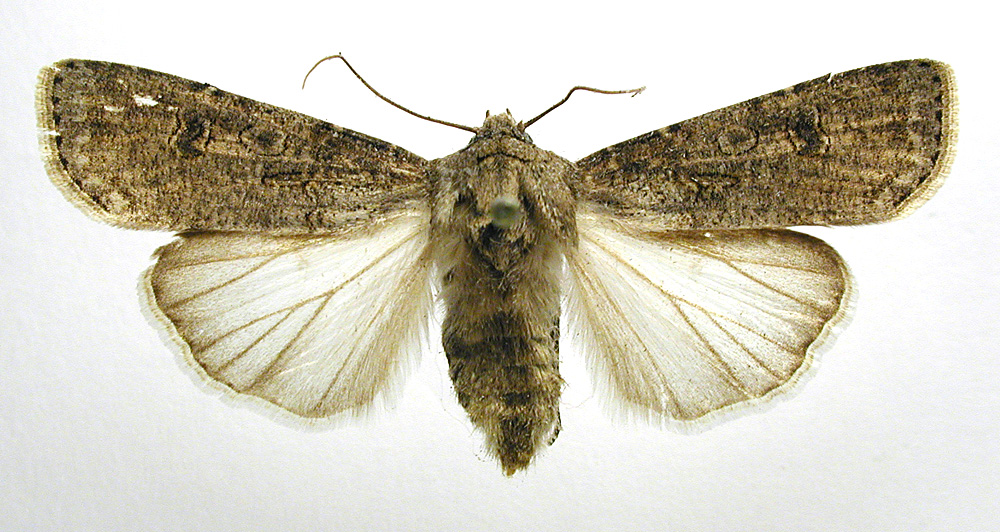
Rolnica zbożówka (Agrotis segetum) z sówkowatych.

Systematyka motyli – dział systematyki i lepidopterologii zajmujący się podziałem systematycznym owadów z rzędu motyli.
Linneusz w wydanym w 1758 roku Systema Naturae wyróżnił zaledwie trzy działy motyli: Papilio, Sphinx i Phalaena z 7 podgrupami. Jedna z późniejszych koncepcji dzieliła motyle na dwa podrzędy: jarzemkowców (Jugatae), czyli równoskrzydłych (Homoneura) oraz wędzidełkowców (Frenatae), czyli różnoskrzydłych (Heteroneura). Kolejny podział wprowadził w 1925 i 1939 Borner. Podzielił on motyle, w zależności od morfologii genitaliów samic, na dwa podrzędy: Monotrysia oraz Ditrysia. Do koncepcji, które upadły z powodu braku monofiletyzmu jednej z grup, należą też podziały na: Microlepidoptera i Macrolepidoptera oraz na Heterocera i Rhopalocera.
Współcześnie wyróżnia się 4 podrzędy motyli oraz kilka wymarłych rodzin wczesnych motyli nieprzypisanych do żadnego z nich. Poniższy podział przyjęty został do poziomu rangi rodziny za pracą E. J. van Nieukerkena i innych z 2011 roku.

## incertae sedis
Należą tu 4 rodziny oraz 12 rodzajów i 16 gatunków nie przypisanych do żadnej z nich.
- Archaeolepidae(inne języki) Whalley, 1985
- Mesokristenseniidae(inne języki) Huang, Nel & Minet, 2010
- Eolepidopterigidae(inne języki) Rasnitsyn, 1983
- Undopterigidae(inne języki) Kozlov, 1988

## Zeugloptera
Podrząd: Zeugloptera Chapman, 1917
- Nadrodzina: Micropterigoidea(inne języki) Herrich-Schäffer, 1855
  - Micropterigidae Herrich-Schäffer, 1855 – skrzydliniakowate

## Aglossata
Podrząd: Aglossata Speidel, 1977
- Nadrodzina: Agathiphagoidea(inne języki) Kristensen, 1967
  - Agathiphagidae(inne języki) Kristensen, 1967

## Heterobathmiina
Podrząd: Heterobathmiina Kristensen & Nielsen, 1983
- Nadrodzina: Heterobathmioidea Kristensen & Nielsen, 1979
  - Heterobathmiidae Kristensen & Nielsen, 1979

## Glossata
Podrząd: Glossata Fabricius, 1775
- Infrarząd: Dacnonypha Hinton, 1946
  - Nadrodzina: Eriocranioidea Rebel, 1901
    - Eriocraniidae Rebel, 1901 – plątaczkowate

Klad: Coelolepida Nielsen & Kristensen, 1996 – obejmuje wszystkie następne taksony
- Infrarząd: Acanthoctesia Minet, 2002
  - Nadrodzina: Acanthopteroctetoidea Davis, 1978
    - Acanthopteroctetidae Davis, 1978

- Infrarząd: Lophocoronina Common, 1990
  - Nadrodzina: Lophocoronoidea Common, 1973
    - Lophocoronidae Common, 1973

Klad: Myoglossata Kristensen & Nielsen, 1981 – obejmuje wszystkie następne taksony
- Infrarząd: Neopseustina Davis & Nielsen, 1980
  - Nadrodzina: Neopseustoidea Hering, 1925
    - Neopseustidae Hering, 1925

Klad: Neolepidoptera Packard, 1895
- Infrarząd: Exoporia Common, 1975
  - Nadrodzina: Mnesarchaeoidea Eyer, 1924
    - Mnesarchaeidae Eyer, 1924

  - Nadrodzina: Hepialoidea Stephens, 1829
    - Palaeosetidae Turner, 1922
    - Prototheoridae Meyrick, 1917
    - Neotheoridae Kristensen, 1978
    - Anomosetidae Tillyard, 1919
    - Hepialidae Stephens, 1829 – niesobkowate, krótkowąsy

### Heteroneura
Infrarząd: Heteroneura Tillyard, 1918 – motyle różnoskrzydłe, obejmuje wszystkie następne taksony
Klad: Nepticulina Meyrick, 1928
- Nadrodzina: Nepticuloidea Stainton, 1854
  - Nepticulidae Stainton, 1854 – pasynkowate
  - Opostegidae Meyrick, 1893

#### Eulepidoptera bez Ditrysia
Klad: Eulepidoptera Kiriakoff, 1948 – obejmuje wszystkie następne taksony
Klad: Incurvariina Börner, 1939
- Nadrodzina: Andesianoidea Davis & Gentili, 2003
  - Andesianidae Davis & Gentili, 2003
- Nadrodzina: Adeloidea Bruand, 1850
  - Heliozelidae Heinemann & Wocke, 1876 – świeciłkowate
  - Adelidae Bruand, 1850 – wąsikowate
  - Incurvariidae Spuler, 1898 – krzywikowate
  - Cecidosidae Bréthes, 1916
  - Prodoxidae Riley, 1881

Klad: Etimonotrysia Minet, 1984
- Nadrodzina: Palaephatoidea Davis, 1986
  - Palaephatidae Davis, 1986
- Nadrodzina: Tischerioidea Spuler, 1898
  - Tischeriidae Spuler, 1898 – tyszerkowate

#### Eulepidoptera: Ditrysia bez Macroheterocera
Klad: Ditrysia Börner, 1925 – obejmuje wszystkie następne taksony
- Nadrodzina: incertae sedis
  - incertae sedis – 25 rodzajów i 100 gatunków o nieustalonej przynależności w obrębie Ditrysia
  - Millieriidae Heppner, 1982
- Nadrodzina: Tineoidea Latreille, 1810
  - Eriocottidae Spuler, 1898
  - Psychidae Boisduval, 1829 – koszówkowate
  - Tineidae Latreille, 1810 – molowate
- Nadrodzina: Gracillarioidea Stainton, 1854
  - Roeslerstammiidae Bruand, 1850
  - Bucculatricidae Fracker, 1915 – czuprzykowate
  - Gracillariidae Stainton, 1854 – kibitnikowate
- Nadrodzina: Yponomeutoidea Stephens, 1829
  - Yponomeutidae Stephens, 1829 – namiotnikowate
  - Argyresthiidae Bruand, 1850
  - Plutellidae Guenée, 1845 – tantnisiowate
  - Glyphipterigidae Stainton, 1854
  - Ypsolophidae Guenée, 1845
  - Attevidae Mosher, 1916
  - Praydidae Moriuti, 1977
  - Heliodinidae Heinemann & Wocke, 1876
  - Bedelliidae Meyrick, 1880
  - Lyonetiidae Stainton, 1854 – wystrojowate

Klad: Apoditrysia Minet, 1983 – obejmuje wszystkie następne taksony
- Nadrodzina: incertae sedis
  - Prodidactidae Epstein & Brown, 2003
  - Douglasiidae Heinemann & Wocke, 1876
- Nadrodzina: Simaethistoidea Minet, 1991
  - Simaethistidae Minet, 1991
- Nadrodzina: Gelechioidea Stainton, 1854
  - Autostichidae Le Marchand, 1947
  - Lecithoceridae Le Marchand, 1947
  - Xyloryctidae Meyrick, 1890
  - Blastobasidae Meyrick, 1894
  - Oecophoridae Bruand, 1850 – płożkowate
  - Schistonoeidae Hodges, 1998
  - Lypusidae Herrich-Schäffer, 1857
  - Chimabachidae Heinemann, 1870
  - Peleopodidae Hodges, 1974
  - Elachistidae Bruand, 1850
  - Syringopaidae Hodges, 1998
  - Coelopoetidae Hodges, 1978
  - Stathmopodidae Janse, 1917
  - Epimarptidae Meyrick, 1914
  - Batrachedridae Heinemann & Wocke, 1876
  - Coleophoridae Bruand, 1850 – pochwikowate
  - Momphidae Herrich-Schäffer, 1857 – drążelowate
  - Pterolonchidae Meyrick, 1918
  - Scythrididae Rebel, 1901 – sejwanikowate
  - Cosmopterigidae Heinemann & Wocke, 1876
  - Gelechiidae Stainton, 1854 – skośnikowate
- Nadrodzina: Alucitoidea Leach, 1815
  - Tineodidae Meyrick, 1885
  - Alucitidae Leach, 1815 – rozstrzępiakowate
- Nadrodzina: Pterophoroidea Latreille, 1802
  - Pterophoridae Latreille, 1802 – piórolotkowate
- Nadrodzina: Carposinoidea Walsingham, 1897
  - Copromorphidae Meyrick, 1905
  - Carposinidae Walsingham, 1897
- Nadrodzina: Schreckensteinioidea Fletcher, 1929
  - Schreckensteiniidae Fletcher, 1929
- Nadrodzina: Epermenioidea Spuler, 1910
  - Epermeniidae Spuler, 1910
- Nadrodzina: Urodoidea Kyrki, 1988
  - Urodidae Kyrki, 1988
  - Ustyurtiidae Kaila, Heikkilä et Nupponen, 2020[4]
- Nadrodzina: Immoidea Common, 1979
  - Immidae Common, 1979
- Nadrodzina: Choreutoidea Stainton, 1858
  - Choreutidae Stainton, 1858
- Nadrodzina: Galacticoidea Minet, 1986
  - Galacticidae Minet, 1986
- Nadrodzina: Tortricoidea Latreille, 1802
  - Tortricidae Latreille, 1802 – zwójkowate
- Nadrodzina: Cossoidea Leach, 1815
  - Brachodidae Agenjo, 1966
  - Cossidae Leach, 1815 – trociniarkowate
  - Dudgeoneidae Berger, 1958
  - Metarbelidae Strand, 1909
  - Ratardidae Hampson, 1898
  - Castniidae Boisduval, 1828
  - Sesiidae Boisduval, 1828 – przeziernikowate
- Nadrodzina: Zygaenoidea Latreille, 1809
  - Epipyropidae Dyar, 1903
  - Cyclotornidae Meyrick, 1912
  - Heterogynidae Rambur, 1866
  - Lacturidae Heppner, 1995
  - Phaudidae Kirby, 1892
  - Dalceridae Dyar, 1898
  - Limacodidae Duponchel, 1845 – pomrowicowate
  - Megalopygidae Herrich-Schäffer, 1855
  - Aididae Schaus, 1906
  - Somabrachyidae Hampson, 1920
  - Himantopteridae Rogenhofer, 1884
  - Zygaenidae Latreille, 1809 – kraśnikowate

Klad: Obtectomera Minet, 1986 – obejmuje wszystkie następne taksony
- Nadrodzina: Whalleyanoidea Minet, 1991
  - Whalleyanidae Minet, 1991
- Nadrodzina: Thyridoidea Herrich-Schäffer, 1846
  - Thyrididae Herrich-Schäffer, 1846 – przeglądkowate, odźwierkowate
- Nadrodzina: Hyblaeoidea Hampson, 1903
  - Hyblaeidae Hampson, 1903
- Nadrodzina: Calliduloidea Moore, 1877
  - Callidulidae Moore, 1877
- Nadrodzina: Papilionoidea Latreille, 1802
  - Papilionidae Latreille, 1802 – paziowate
  - Hedylidae Guenée, 1858
  - Hesperiidae Latreille, 1809 – powszelatkowate
  - Pieridae Swainson, 1820 – bielinkowate
  - Riodinidae Grote, 1895 – wielenowate
  - Lycaenidae Leach, 1815 – modraszkowate
  - Nymphalidae Rafinesque, 1815 – rusałkowate
- Nadrodzina: Pyraloidea Latreille, 1809
  - Pyralidae Latreille, 1809 – omacnicowate
  - Crambidae Latreille, 1810 – wachlarzykowate
- Nadrodzina: Mimallonoidea Burmeister, 1878
  - Mimallonidae Burmeister, 1878

#### Eulepidoptera: Ditrysia: Macroheterocera
Klad: Macroheterocera Chapman, 1893 – obejmuje wszystkie następne taksony
- Nadrodzina: Drepanoidea Boisduval, 1828
  - Cimeliidae Chrétien, 1916
  - Doidae Donahue & Brown, 1987
  - Drepanidae Boisduval, 1828 – wycinkowate
- Nadrodzina: Lasiocampoidea Harris, 1841
  - Lasiocampidae Harris, 1841 – barczatkowate
- Nadrodzina: Bombycoidea Latreille, 1802
  - Apatelodidae Neumoegen & Dyar, 1894
  - Eupterotidae Swinhoe, 1892
  - Brahmaeidae Swinhoe, 1892
  - Phiditiidae Minet, 1994
  - Anthelidae Turner, 1904
  - Carthaeidae Common, 1966
  - Endromidae Boisduval, 1828 – nasierszycowate
  - Bombycidae Latreille, 1802
  - Saturniidae Boisduval, 1837 – pawicowate
  - Sphingidae Latreille, 1802 – zawisakowate
- Nadrodzina: Geometroidea Leach, 1815
  - Epicopeiidae Swinhoe, 1892
  - Sematuridae Guenée,1858
  - Uraniidae Leach, 1815 – uranidowate
  - Geometridae Leach, 1815 – miernikowcowate
- Nadrodzina: Noctuoidea Latreille, 1809
  - Oenosandridae Miller, 1991
  - Notodontidae Stephens, 1829 – garbatkowate
  - Erebidae Leach, 1815 – mrocznicowate
  - Euteliidae Grote, 1882
  - Nolidae Bruand, 1847 – rezeliowate
  - Noctuidae Latreille, 1809 – sówkowate